# هارفي ترامب
هارفي ترمب (11 أكتوبر 1968 - ) (بالإنجليزية: Harvey Trump) هو لاعب كريكت بريطاني.

## وصلات خارجية
- هارفي ترامب على موقع إي آس بي آن كريك إنفو (الإنجليزية)